# Kanton Castelnau-Montratier
Castelnau-Montratier is een voormalig kanton van het Franse departement Lot. Het kanton maakte deel uit van het arrondissement Cahors. Het werd opgeheven bij decreet van 13 februari 2014 met uitwerking op 22 maart 2015. Alle gemeenten werden opgenomen in het Kanton Marches du Sud-Quercy.

## Gemeenten
Het kanton omvatte de volgende gemeenten:
- Castelnau-Montratier (hoofdplaats)
- Cézac
- Flaugnac
- Lhospitalet
- Pern
- Sainte-Alauzie
- Saint-Paul-de-Loubressac